# Hybomitra vicinus
Hybomitra vicinus är en tvåvingeart som först beskrevs av Macquart 1838.  Hybomitra vicinus ingår i släktet Hybomitra och familjen bromsar. Inga underarter finns listade i Catalogue of Life.